# Bisalahalli, Tumkur
Bisalahalli là một làng thuộc tehsil Tumkur, huyện Tumkur, bang Karnataka, Ấn Độ.